# Banzkow
Banzkow – miejscowość i gmina w Niemczech, w kraju związkowym Meklemburgia-Pomorze Przednie, w powiecie Ludwigslust-Parchim,  wchodzi w skład Związku Gmin Crivitz. Do 31 grudnia 2013 siedziba Związku Gmin Banzkow.